# اپی‌کوندیل میانی بازو
اپی‌کوندیل میانی بازو (به انگلیسی: Medial epicondyle of the humerus) اپی‌کوندیل میانی دیستال استخوان بازو یا هومروس در اندام فوقانی است. نسبت به اپی‌کوندیل بیرونی یا لاترال برجسته‌تر و بزرگ‌تر است و خلفی‌تر از آن قرار دارد. نسبت به ستیغ سوپراکوندیلر دورتر و نسبت به اوله کرانون فوسا نزدیک‌تر است.
محل اتصال لیگامان کولترال داخلی یا اولنار آرنج و پروناتور ترس و منشأ فلکسورهای ساعد است.